# Walter Huston
Walter Thomas Huston (ur. 5 kwietnia 1883 w Toronto, zm. 7 kwietnia 1950 w Beverly Hills) – kanadyjski aktor filmowy i teatralny oraz piosenkarz. Czterokrotnie nominowany do Oscara, statuetkę otrzymał za drugoplanową rolę w filmie Skarb Sierra Madre (1948). Ojciec reżysera Johna Hustona.

## Wybrana filmografia
- 1930: Abraham Lincoln jako Abraham Lincoln
- 1932: Grzech jako Alfred Davidson
- 1933: The Prizefighter and the Lady jako profesor
- 1936: Dodsworth jako Sam Dodsworth
- 1938: W ludzkich sercach
- 1942: Yankee Doodle Dandy jako Jerry Cohan
- 1943: Blask na wschodzie jako dr Pavel Grigorich Kurin
- 1946: Pojedynek w słońcu jako The Sinkiller
- 1948: Skarb Sierra Madre jako Howard
- 1948: Letnie wakacje jako pan Nat Miller

## Nagrody
- Nagroda Akademii Filmowej 1949: Skarb Sierra Madre (Najlepszy Aktor Drugoplanowy)